# La Ciénega del Tule
La Ciénega del Tule är en ort i Mexiko.   Den ligger i kommunen Tamazula och delstaten Durango, i den centrala delen av landet, 1 000 km nordväst om huvudstaden Mexico City. La Ciénega del Tule ligger 554 meter över havet och antalet invånare är 147.
Terrängen runt La Ciénega del Tule är kuperad åt sydväst, men åt nordost är den bergig. Runt La Ciénega del Tule är det mycket glesbefolkat, med 6 invånare per kvadratkilometer. Närmaste större samhälle är La Nueva Rosita, 17,6 km norr om La Ciénega del Tule. I omgivningarna runt La Ciénega del Tule växer i huvudsak lövfällande lövskog.